# Jan Martin Timmer
Jan Martin Timmer ist ein deutscher Althistoriker.
Timmer studierte von 1994 bis 2001 Geschichtswissenschaft, Alte Geschichte und evangelische Theologie an der Universität Bielefeld. Von 2001 bis 2004 war er wissenschaftlicher Angestellter im Teilprojekt B4 Altersgrenzen politischer Partizipation in Antike und Moderne des Bielefelder Sonderforschungsbereichs 584 Das Politische als Kommunikationsraum in der Geschichte, danach 2004/2005 im Teilprojekt B14 Spätantike Häresien. „Orthodoxie“ und „Heterodoxie“ als Inklusions- und Exklusionskriterien des politischen Raumes des gleichen Sonderforschungsbereiches. Vom Wintersemester 2003/2004 bis zum Wintersemester 2004/2005 war er daneben Lehrbeauftragter an der Ruhr-Universität Bochum. Seit 2005 war er wissenschaftlicher Angestellter an der Universität Bonn, im Januar 2007 wurde er dort bei Winfried Schmitz promoviert. Seit der Habilitation im Sommersemester 2015 lehrt er an der Rheinischen Friedrich-Wilhelms-Universität Bonn als Privatdozent. Im Sommersemester 2016 vertrat er einen Lehrstuhl an der Humboldt-Universität zu Berlin und im Sommersemester 2017 einen Lehrstuhl an der Eberhard Karls Universität Tübingen. 2018 bis 2019 vertrat Timmer nochmals in Berlin, im Sommersemester 2020 dann an der TU Dresden. Seit Oktober 2021 ist Timmer unbefristeter wissenschaftlicher Mitarbeiter an der Universität Bonn.
Seine Forschungsschwerpunkte sind In-/Exklusion in antiken politischen Systemen, politische Verfahren, Sklaverei in der Antike und das Phänomen des Vertrauens.

## Schriften (Auswahl)
Monographien
- Altersgrenzen politischer Partizipation in antiken Gesellschaften (= Studien zur Alten Geschichte. Band 8). Verlag Antike, Berlin 2008, ISBN 978-3-938032-19-0 (zugleich Dissertation, Bielefeld 2007).
- Vertrauen. Zu einer Ressource im politischen System der römischen Republik (= Campus historische Studien. Band 74). Campus Verlag, Frankfurt 2017, ISBN 3-593-50698-X (zugleich Habilitationsschrift, Bonn 2015).

Herausgeberschaften
- mit Rüdiger Kinsky: Fröhliche Altertumswissenschaft. Festbuch für Wolfgang Will zum 65. Geburtstag (= Antiquitas. Reihe 1. Abhandlungen zur alten Geschichte. Band 64). Habelt, Bonn 2014, ISBN 978-3-7749-3900-4.
- mit Wolfgang Blösel, Winfried Schmitz und Gunnar Seelentag: Grenzen politischer Partizipation im klassischen Griechenland. Steiner, Stuttgart 2014, ISBN 3-515-10897-1.
- mit Jan-Markus Kötter, Maria Osmers und Dorothea Rohde: Zum Umgang mit Enttäuschungen in der Antike. Steiner, Stuttgart 2024.